# یواس‌اس لوزون (پی‌جی-۴۷)
یواس‌اس لوزون (پی‌جی-۴۷) (به انگلیسی: USS Luzon (PG-47)) یک کشتی بود که طول آن ۲۱۰ فوت ۹ اینچ (۶۴٫۲۴ متر) بود. این کشتی در سال ۱۹۲۷ ساخته شد.